# 上小牧忠道
上小牧 忠道（かみこまき ただみち、1962年4月29日 - ）は、神奈川県海老名市出身の長野放送（NBS）社員であり、元アナウンサーである。現職は、同社の総務局付局長（前名古屋支社長）。

## 来歴
- 1981年、神奈川県立厚木高等学校を卒業[4]。
- 1986年、早稲田大学を卒業後、長野放送にアナウンサーとして入社[4]。
- 2014年6月、制作局次長に就任し、主として番組のプロデューサーとして活躍[5]。
- 2018年3月から、編成局次長、編成部長および視聴者室長を兼任[6]。
- 2019年10月1日から、名古屋支社長[6]。
- 2023年3月1日から、総務局付局長[3]。

## 人物
- 大の鉄道ファンである。
  - NBS月曜スペシャルローカル線の企画では、上小牧自身が旅をすることが多い。
  - 2012年7月22日に放送された『'12FNS27時間テレビ 笑っていいとも!真夏の超団結特大号!!』「FNSアナウンサーがんばった歌謡大賞」では、出演者中最年長(当時50歳)で、同局の同じ鉄道ファンの西尾佳と共にNBS代表として出演。狩人の「あずさ2号」を2人でハーモニーも交えて歌った[2]。

## 担当番組
（いずれも過去）
- どきどきどうしようび
- やまびこ広場
- BIG HIPS
- 土曜はこれダネッ!（同番組のプロデュサーも歴任したこともある）
- NBSスーパーニュース(男性メインキャスター。2010年4月～2014年3月28日)
- NBS月曜スペシャル
- 各種スポーツ中継

### 単発出演
- 『'12FNS27時間テレビ 笑っていいとも!真夏の超団結特大号!!』「FNSアナウンサーがんばった歌謡大賞」（2012年7月22日、NBSを含むフジ系列27局生放送。同局アナの西尾佳と共にNBS代表として出演）